# 宝音巴图
宝音巴图（1929年—），曾用名李景明、乌日吉夫，辽宁朝阳人，蒙古族，中国舞蹈家，中国舞蹈家协会原副主席。